# Solognot (dialecte)
Pour le gentilé, voir Solognot.
 (juin 2021).
Si vous disposez d'ouvrages ou d'articles de référence ou si vous connaissez des sites web de qualité traitant du thème abordé ici, merci de compléter l'article en donnant les références utiles à sa vérifiabilité et en les liant à la section « Notes et références ».
Le patois solognot, parlage solognot ou plus simplement solognot, est la variante de langue d'oïl parlée traditionnellement en Sologne. Proche des parlers berrichons, orléanais et tourangeaux voisins, ce dialecte de l’orléanais est aujourd'hui en déclin.
Le solognot a gardé beaucoup de mots de vocabulaire, de tournures ou d'expressions qui étaient communes avec l’ancien et le moyen français. De même, beaucoup de traits de la prononciation solognote correspondent à des phénomènes que le français d'Île-de-France a connus dans son histoire. C'est surtout par des différences dans la phonologie et par un vocabulaire propre que le solognot se distingue du français classique (des différences grammaticales existent mais elles sont moins remarquables).

## Phonologie
Le solognot se distingue du français classique par des divergences dans les évolutions phonologiques depuis l'ancien français (Moyen Âge). Certaines de ces particularités phonologiques se retrouvent dans le français québécois, puisque beaucoup des colons français embarqués par la Nouvelle-France étaient originaires des provinces du Val-de-Loire.

### E devant deux voyelles
Devant deux voyelles ou devant r, e est généralement prononcé /æ/ en Sologne alors qu'il est prononcé /ɜ en français classique. Ainsi, des mots comme terre, mer, fer, elle, perdre, cercueil, lanterne, couvert etc. etc. vont-ils être prononcés avec un son entre /a/ et /ɜ/, quelque chose sonnant comme tarre, mar, a(l)', far, pard'e, çarcueil, lantarne, covart etc. etc.

### Les finales en -au
Alors qu'en ancien français, les mots finissant par -al comme cheval connaissaient des variantes finissant en -au dans certaines régions (chevau), le français classique n'a retenu que les formes en -al au singulier. Il n'en est pas de même en solognot où ce sont plutôt les formes en -au au singulier qui se sont imposées. Aussi trouvera-t-on en solognot un animau et le chevau plutôt que un animal et le cheval (le mot hustau, qui signifie maison en solognot, et qui descend soit directement soit via l'occitan du latin hospitalis, montre également la transformation de cette finale -al en -au).

### Rétention de la nasalisation
Alors que l'ancien français a commencé à dénasaliser les voyelles précédant les consonnes elles-mêmes nasales (n, m) dès le XVIe siècle, le solognot a retenu ces nasalisations pour la voyelle a. En d'autres termes, les mots français où a est suivi d'un double n ou d'un double m (comme année, canne) sont prononcés avec une voyelle nasale (an-née, can-ne).

### Adjonction d'une-devantst-,sp-
Comme en bas-latin, les mots français commençant par st- ou sp-, difficiles à prononcer au sein d'une phrase, se sont vus adjoindre un e- initial en solognot. Ainsi, là où le français classique dira une statue, stable, spécial, un scandale, une station etc., le solognot dira une estatue, estable, espécial ou espéciau, un escandale, une estation etc.

### La diphtongueienprononcéeian
Il s'agit là encore d'une prononciation qui fut connue historiquement par le français francilien : si le son ien est aujourd'hui prononcé yin en français classique, il connut autrefois une prononciation le rapprochant de ian. En Sologne, cette dernière prononciation s'entend toujours, le mot chien ou le mot bien y sont traditionnellement prononcés comme si l'i était disjoint du en : chi-en, bi-en. 

### La diphtongueoiprononcéeoé
Ici aussi, le solognot conserve une prononciation qui fut la règle en français sous l'Ancien Régime : la diphtongue oi, développement très évolué du son ei du roman, lui-même issu du son e long (et parfois i) du latin. Cette diphtongue, prononcée /wa/ de nos jours, était prononcée /we/ jusqu'à la Révolution (la prononciation /wa/ actuelle était considérée comme vulgaire jusqu'alors, elle existait surtout en Champagne et dans l'Est de l'Île-de-France). Les changements sociaux amenés par la Révolution française firent reculer cette ancienne prononciation classique et elle finit par devenir soit hautaine (la langue de l'ancienne noblesse qui disait roé pour roi) soit la langue du bas peuple peu éduqué dans les provinces de langue d'oïl. Durant tout le XIXe siècle, les grandes villes adoptèrent l'accent de la bourgeoisie parisienne, les provinces furent rétives à cette évolution, jusqu'à l'avènement de la télévision dans les années 1960. Bien entendu, le solognot traditionnel connaît la prononciation oé des mots écrits oi, comme avant la Révolution : foi, croix, bois, moi, toi, histoire etc. sont traditionnellement prononcés foé, croéx, boés, moé, toé, histoére etc.

### La diphtonguéiédevientieu
E fermé en latin (ou i, qui est un e encore plus fermé) entravé a suivi l'évolution suivante : vidua a donné veve en ancien français et veuve en français moderne ; il en va de même pour a latin accentué libre qui a donné en français classique un e ouvert prononcé è. Ainsi : faba donne fève et labra donne lèvre. De plus, e ouvert latin accentué et libre suivi d'une consonne a donné iè en français francilien (lepore a donné lièvre, febre a donné fièvre). Cependant, dans ces cas, beaucoup de parlers d'oïl de l'Ouest ont connu une évolution différente : e, i et a latins, dans les conditions indiquées, sont devenus eu et ieu au lieu de è et iè. Ainsi, au lieu de fève, lèvre, lièvre ou fièvre, le solognot dira feuve, leuvre, lieuvre et fieuvre. Cette règle vaut aussi pour les verbes du premier groupe des conjugaisons type acheter-j'achète, appeler-j'appelle et jeter-je jète qui deviendront tous acheter-j'acheute, appeler-j'appeule et jeter-je jeute.

### Prononciation différente deenetem
Comme en ancien français et comme encore en français québécois ou dans le Nord de la France, le français solognot a tendance a prononcer en et em d'une façon plus nasalisée que le français classique, rapprochant ce son de ein ou eim.

### Odevenantou
O fermé libre ou entravé est devenu ou en ancien français au cours du XIIIe siècle. Cette prononciation est restée flottante pendant longtemps et la prononciation o fut petit à petit considérée comme savante ou précieuse tandis que ou devenait populaire. Mais en se développant et s'unissant, le français classique, quoique héritant le plus souvent des mots concernés avec l'évolution ou (exemples : tout de l'ancien français tot, bouter de l'ancien français boter, oublier de l'anc. fr. oblier, croupion pour cropion etc. etc.), a cependant retenu quelques mots avec o conservé (exemples : soleil et non souleil, rose et non rouse, fosse et non fousse etc. etc.). En solognot, les mots en ou furent aussi les plus nombreux à se garder, mais l'usage choisit différemment du français francilien : on dit encore souleil au lieu de soleil, grous au lieu de gros, fousse, our et cloure pour fosse, or et clore, mais cropion au lieu de croupion et oblier au lieu d’oublier. 
Cette différence de traitement implique néanmoins que tous les mots français en -onn- ou -omm- se présentent en -oun- et -oum- en solognot : une bonne chose devient une boune chouse, un bonhomme devient un bounhoume, une pomme devient une poume, il chantonne devient il chantoune, un fauconnier devient un faucounier etc. etc.

### Uprononcéeudevantnetm
Devant les deux consonnes nasales n et m et en position non nasalisée, u prend un accent qui le rend proche d'un eu bref en solognot (comme dans de nombreux dialectes de langue d'oïl de l'Ouest). Ainsi une fumelle (« une femme ») sonnera proche de eune feumelle.

### Hmuet
La lettre h est complètement tombée en solognot à la prononciation. En conséquence, là où le français classique dit le hangar, la hache, la hanche, le hareng, le hasard, le haricot, le solognot dira naturellement l'hangar, l'hache, l'hanche, l'hareng, l'hasard, l'haricot.

### -Rfinaux muets
Comme c'était la règle en français classique avant la Révolution française, les -r finaux des infinitifs en -ir et -oir ainsi que des noms en -eur sont encore muets en solognot. Cette différence fait écrire aux solognot la terminaison traditionnelle -eux au lieu de -eur pour les noms d'agent : menteur devient menteux, mangeux pour mangeur etc. etc.
En conséquence, l'infinitif de dormir se prononce en solognot dormi et rime ainsi avec son participe passé. Il en va de même pour tous les verbes dont la terminaison à l'infinitif est en -ir ou en -oir (en solognot, voir, prononcé voé, ne peut pas rimer avec boire, prononcé boére).

### Terminaisons-tre,-dre,-pre,ple,-ble,-bre
Comme c'est souvent le cas ailleurs en France ou en français québécois, le r ou le l disparaît fréquemment à la prononciation dans les mots terminant en -tre, -dre, -pre, ple, -ble, -bre. Ainsi, les Solognots prononcent traditionnellement quat'e, not'e, nomb'e, mettab'e etc. les mots quatre, notre, nombre, mettable etc.